# Будз Петро
Петро Будз (5 серпня 1882, Старі Кути — 9 березня 1970, Старі Кути) — український військовий та громадський діяч, підполковник (за іншими даними, поручник) УГА та полковник Армії УНР, співредактор «Українського Скитальця», директор Бережанської дівочої гімназії.

## Життєпис

Петро Будз (ліворуч) в часі служби в армії Австро-УГорщини

Народився 1882 року в с. Старі Кути.
Учасник Першої світової війни.
Старшина 24-го Коломийського піхотного полку австро-угорської армії (1918), ад'ютант командира, начальник оперативного штабу 2-ї Коломийської бригади УГА (1918—1919). 
Співредактор «Українського Скитальця», директор Бережанської дівочої гімназії. Учитель народних шкіл Косівщини, викладач, директор Бережанської дівочої гімназії (1930—1931), інспектор народних навчальних закладів Львівського повіту (1930-ті рр.). 
З 1946 року викладав у Львівському зооветеринарному інституті.